# التسوایلر
التسوایلر (به آلمانی: Elzweiler) یک شهر در آلمان است که در Altenglan واقع شده‌است. التسوایلر ۱۳۰ نفر جمعیت دارد.